# Batalla de la línia Svàtove-Kreminnà
|  | Aquest article es refereix a esdeveniments derivats de la Invasió russa d'Ucraïna del 2022 i la Contraofensiva ucraïnesa del 2023. |

La batalla de la línia Svàtove-Kreminnà és una sèrie de combats militars en curs entre Rússia i Ucraïna al llarg d'una línia de front aproximadament de 97 km de llarg entre les ciutats de Kupiansk, Svàtove i Kreminnà al nord-est d'Ucraïna durant la invasió russa. La batalla va començar el 2 d'octubre de 2022, un dia després que l'exèrcit ucraïnès reconquerís la ciutat propera de Liman.

## Antecedents
Després que Rússia comencés la seva invasió d'Ucraïna, Svàtove va caure ràpidament el 6 de març de 2022 durant la campanya de l'est d'Ucraïna. El 18 d'abril, Rússia va anunciar una ofensiva a la regió de Donbàs; Kreminnà, una ciutat clau a la regió de Luhansk, va ser la primera ciutat del Donbàs que va ser capturada, l'abril de 2022. Al juliol d'aquell mateix any, Rússia havia pres el control de tota l'óblast de Luhansk. No obstant això, els guanys de la contraofensiva de Khàrkiv de 2022, llançada per Ucraïna el setembre de 2022, va donar a Ucraïna un "punt de suport a la regió".
Kreminnà és una ciutat molt estratègica en la guerra. Si Ucraïna recuperés Kreminnà i la propera Svàtove, podria permetre a les forces ucraïneses llançar una campanya per recuperar les ciutats industrials clau Sievierodonetsk i Lissitxansk, que anteriorment va perdre l'estiu de 2022. L'analista militar estatunidenc Michael Kofman també va dir que la captura ucraïnesa de Kreminnà seria un pas important per a qualsevol altre potencial avanç ucraïnès a la regió de Luhansk, ja que posaria a Ucraïna en disposició d'amenaçar Rubijne i el principal centre logístic rus de Starobilsk.

## Batalla

#### Avenços inicials ucraïnesos (27 de setembre de 2022–25 de gener de 2023)
La nit del 27 al 28 de setembre de 2022, les forces ucraïneses van travessar el riu Síverski Donets a Dronivka, van irrompre al Parc Forestal Síverski Donets, i van bloquejar amb èxit la crítica carretera Kreminnà-Torske. Les tropes russes supervivents del destacament BARS-13 i el 20è Exèrcit d'Armes Combinades de la Guàrdia Nacional, anteriorment amb base a Liman, on van patir fortes baixes durant la segona batalla per la ciutat, es van establir a Kreminnà.
El 2 d'octubre, les forces ucraïneses van començar a bombardejar fortament les posicions russes a Kreminnà, avançant fins a la carretera R-66. L'endemà, les tropes ucraïneses van aconseguir creuar un segment de l'autopista entre Txervonopopivka i Pishchane, tot i que van ser empeses cap enrere per les forces russes. Per contrarestar els avanços ucraïnesos, les forces russes havien destruït totes les carreteres d'accés a Kreminnà i Svàtove, segons el cap de l'Administració Militar Regional de Luhansk, Serhiy Haidai.
Entre el 2 i el 13 d'octubre, les tropes ucraïneses van recuperar 14 ciutats i pobles, incloent-hi Borova, al llarg de la frontera entre Khàrkiv i Luhansk. Les forces ucraïneses també van avançar cap a Txervonopopivka a l'autopista Svàtove-Kreminnà, tot i que van ser empesos cap enrere de les seves posicions el 5 d'octubre.
Tres assentaments més van ser capturats per les forces ucraïneses el 24 d'octubre.
Durant el mes de novembre, hi va haver pocs canvis territorials a causa del terreny fangós, tot i que les ferotges batalles es van produir cada dia. Gran part de la línia de defensa russa al nord de l'óblast de Luhansk es va convertir en equip amb reservistes russos recentment mobilitzats durant tot el mes.
La nit del 2 de novembre, fonts ucraïneses van afirmar haver destruït un batalló rus sencer prop de la ciutat de Makíivka, al raion de Svàtove. Segons un supervivent rus de l'atac, dels 570 soldats de la seva unitat, 29 van sobreviure, 12 van ser ferits, mentre que els altres 529 homes havien mort. D'altra banda, algunes fonts russes van afirmar que la unitat a la qual pertanyia el batalló, el 362è Regiment de Fusellers Motoritzats, va patir 2.500 morts (o més de la meitat de la seva força) en només 12 dies en una posició propera a Svàtove, i només tenia 100 homes per a la línia de defensa. La mateixa font també va afirmar que 300 ferits russos que intentaven tornar a les seves posicions van ser tractats com a desertors, encara que cap d'aquests informes es podien verificar de manera independent en aquell moment.
El 7 de novembre, 21 soldats russos del 346è Regiment de Fusellers Motoritzats es van rendir en massa als ucraïnesos prop de Svàtove.
El 16 de novembre, el comandant del BARS-13 va declarar que les forces ucraïneses havien llançat una contraofensiva prop de la ciutat de Kreminnà i que les operacions de contraofensiva s'havien estès 12 km al sud de Kreminnà a Bilohorivka. Aquesta operació de contraofensiva tenia com a objectiu que les forces ucraïneses recuperessin els territoris perduts a Luhansk al sud del Donets. Els poderosos atacs d'artilleria van començar amb atacs de precisió dels sistemes de coets multi-barrel HIMARS.
El governador de l'óblast de Luhansk, Serhiy Haidai, va declarar el 17 de novembre que s'estava duent a terme una lluita ferotge prop de Bilohorivka.
El 18 de novembre, va aparèixer un vídeo del qual semblava ser almenys deu soldats russos que es rendien als soldats ucraïnesos a la ciutat de Makíivka, i després de ser assassinats pels ucraïnesos després que un altre rus aparegués de sobte de la coberta i va obrir foc contra els ucraïnesos. Ucraïna afirma que els soldats russos havien comès un acte de perfídia intencionada disparant-los mentre es rendien, però els russos ho neguen, i van afirmar que s'havia produït "l'execució d'almenys 11 soldats russos desarmats".
A principis de desembre, les forces ucraïneses van trencar les línies russes al voltant de Txervonopopivka, amb la lluita centrada principalment a l'oest de l'autopista R-66 que connectava Kreminnà i Svàtove. A principis de desembre, Ucraïna havia avançat als turons a l'oest de Txervonopopivka.
Al llarg de desembre, es van produir batalles implacables al llarg de la línia, amb les forces russes i ucraïneses llançant atacs diaris amb diversos graus d'èxit. El 18 de desembre, un vídeo geolocalitzat va mostrar les forces ucraïneses avançant al bosc de Serebrianski al sud de Kreminnà.
El 15 de gener, els ucraïnesos van informar que un batalló del 26è Regiment de Tancs de Rússia s'havia reduït a només 30 homes i 10 tancs, a causa d'una força establerta de 40 tancs T-80BV i 120 tripulants de tancs.
Segons el governador de l'óblast de Luhansk Serhiy Haidai, les forces russes van construir "una defensa molt poderosa" a la regió el desembre de 2022, i portaven "enormes" quantitats de reserves i equipament per renovar les seves forces.

#### Campanya de la primavera (26 de gener de 2023 – 3 de juny de 2023)
La nit del 26 al 27 de gener de 2023, les forces russes van començar a preparar-se per a una nova ofensiva a l'oest de Kreminnà, llançant petits atacs terrestres prop de Dibrova. Els enfrontaments van esclatar al llarg de la línia del front, amb les forces russes dirigint atacs cap a les posicions ucraïneses a Txervonopopivka, Ploshchanka, Nevske, i a l'oest de Kreminnà. Gran part dels combats i contraatacs entre Ploshchanka i Kreminnà durant aquest període van ser duts a terme per la 144a Divisió de Fusellers Motors de la Guàrdia, segons el ISW.
Entre el 8 i el 9 de febrer, fonts governamentals ucraïneses i analistes independents van dir que havia començat una ofensiva russa al llarg de la línia Svatove-Kreminna. El governador de l'óblast de Luhansk, Serhiy Haidai, va dir que "hi ha hagut un augment significatiu dels atacs i els bombardejos". Un objectiu principal de l'ofensiva russa és empènyer a Ucraïna cap enrere sobre el riu Oskil que travessa Kupiansk, així com fer una "zona de búfer" per a la regió de Luhansk.
No obstant això, en els primers dies de l'esforç, Rússia només va fer guanys marginals en les proximitats de Dvorichne. Leonid Pàssetxnik, president de la República Popular de Luhansk controlada per Rússia, va afirmar que Ucraïna portava reforços a la zona, fent la situació "molt difícil". Un soldat ucraïnès que lluitava a Kreminna va declarar que els atacs terrestres russos normalment consistien en petits grups d'uns quinze homes. La guerra de drons també es va fer prevalent al front. AP News va informar a finals de febrer de 2023 que les "esgotadors batalles d'artilleria" s'havien intensificat a la zona de Kupiansk.
El 24 de març, els ucraïnesos van afirmar haver matat o ferit 183 soldats russos i haver pres dos presoners en la lluita a l'est de Kupiansk i Liman. També van afirmar haver destruït 10 tancs T-80 i T-90 durant la setmana anterior.
A més, el 26 de març, van afirmar que 100 soldats russos havien estat assassinats i portats a un dipòsit de cadàvers a Troitske, una ciutat de Svatove Raion. Altres 140 ferits greus van ser portats a hospitals per a tractament mèdic.
El 5 d'abril, els ucraïnesos van afirmar haver destruït altres 10 tancs T-90 durant els combats.
El 17 d'abril, l'Estat Major d'Ucraïna va afirmar que 14 camions russos que transportaven soldats greument ferits de tornada a territori rus se'ls va negar l'entrada i es van tornar enrere, amb alguns dels homes morint com a resultat. Els 50 restants van ser portats més tard a l'Hospital Central del Districte de Troitske a l'óblast de Luhansk.
El 8 de maig, els ucraïnesos van afirmar haver destruït dos tancs russos, un a T-80 i l'altre a T-90, durant la lluita a l'óblast de Luhansk. També van afirmar haver matat 50 soldats russos i ferit altres 96.
Les imatges de geolocalització publicades el 31 de maig van mostrar que les tropes russes van fer un petit avanç cap al sud-est de Masiutivka.

#### Durant la contraofensiva Ucraïnesa del 2023 (4 de juny - octubre)
Entre la contraofensiva ucraïnesa de 2023, en la qual les forces russes han estat en posicions defensives al llarg de la major part de la línia del front, la línia Svatove-Kreminna ha estat un dels únics llocs on encara estan atacant. Entre el 19 i el 20 de juny de 2023, les forces russes van intensificar les operacions ofensives a la línia Svàtove-Kreminnà, particularment en direcció a Kupiansk on van fer guanys i a l'oest de Kreminnà.
Les forces ucraïneses van llançar un contraatac el 21 de juny amb l'objectiu d'afeblir el potencial ofensiu de l'esforç rus, amb resultats poc clars.
L'11 de juliol, imatges geolocalitzades indicaven que les forces russes havien entrat a les parts orientals del poble de Torske 15 quilòmetres a l'oest de Kreminnà.
El 13 de juliol, un funcionari ucraïnès va informar que les forces russes estaven concentrant grans quantitats de forces en la direcció de Kupiansk i Liman, incloses les VDV, formacions d'infanteria no especificades, unitats de reserva BARS, elements de defensa territorial i petites companyies militars privades.
El 17 de juliol, les forces russes van intensificar encara més les operacions ofensives actives, avançant a la zona al voltant de Kupiansk. La ISW va proposar que els objectius de Rússia amb l'operació eren aprofitar l'enfocament operatiu d'Ucraïna en altres sectors del front i allunyar les reserves ucraïneses de teatres crítics com Bakhmut, l'oest de l'óblast de Donetsk i l'oest de la província de Zaporíjia, on les forces ucraïneses estaven duent a terme operacions de contraofensiva. Les forces russes van desplegar unitats d'assalt Storm-Z formades per antics membres del grup Wagner i altres convictes en direcció a Kupiansk. El mateix dia les forces russes van intentar realitzar un segon desembarcament amb èxit a través del riu Oskil prop de Masiutivka, prenent noves posicions amb l'objectiu de trencar completament la forta línia de defensa ucraïnesa. Les forces russes també van continuar amb atacs terrestres limitats al sud-oest i sud de Kreminnà, però sense molt d'èxit.
El 18 de juliol, la viceministra de defensa ucraïnesa Hanna Maliar i el comandant de les Forces Terrestres Ucraïneses, el tinent general Oleksandr Sirsky, van informar que les forces russes van continuar transferint reforços en direcció a Bakhmut i estaven concentrant les seves forces principals en direcció a Kupiansk a causa dels avenços ucraïnesos a la zona de Bakhmut.
El 5 d'agost, Rússia va afirmar haver capturat el poble de Novoselivske, ja que Rússia va llançar més atacs al nord-est en un intent de desviar les forces ucraïneses de la campanya del sud. La captura del poble va ser confirmada per imatges geolocalitzades del mateix dia.
El 10 d'agost, Ucraïna va ordenar una evacuació obligatòria de 12.000 civils del districte de Kupiansk, citant "la difícil situació de seguretat i la creixent quantitat de bombardejos per part de les forces terroristes russes". La portaveu militar ucraïnesa Hanna Maliar va descriure la situació prop de Kupiansk i Liman com a "malson".
El 7 de setembre, unitats del Servei de Guàrdia de Fronteres Estatal d'Ucraïna van entrar als assentaments de Topoli i Stroivka, alçant-hi les banderes ucraïneses sobre els edificis administratius. Els assentaments, prop de la frontera amb Rússia, havien estat abandonats per les forces russes des de la contraofensiva de Khàrkiv de 2022, però les forces ucraïneses, on no podien alliberar els assentaments a causa del control de l'artilleria russa sobre la regió, els van deixar en una "zona grisa", ja que cap dels dos bàndols els controlava.
El 3 d'octubre, el president Zelenski va fer una visita al front de la línia de Kupiansk-Liman per reunir-se amb les brigades que participaven en la defensa d'aquest sector. En concret, felicitant la 103a Brigada de Defensa Territorial, la 68a Brigada Jaeger i la 25a Brigada Aerotransportada.

#### Nova ofensiva cap a Kupiansk (octubre del 2023 - 24 de novembre de 2024)
Després d'haver fallat en travessar els eixos Kotliarivka/Kyslivka/Ivanivka i després Synkivka, Rússia va canviar de direcció ofensiva i va reactivar el sector Svàtove. El 18 de gener de 2024, les forces russes van aconseguir avançar en l'àrea forestal a l'est de Tabaivka i l'endemà una font prominent russa va informar que les tropes russes havien avançat fins a mig quilòmetre a l'oest del ferrocarril en direcció a Krokhmalne també.
El 20 de gener, Krokhmalne va ser recapturat i, en els dos dies següents, diverses fonts russes van dir que les tropes russes van avançar al sud-oest del poble i van arribar als afores de Berestove. Un destacat periodista rus va dir a més que les forces russes han recapturat recentment seccions de la carretera P07, fins i tot prop de Novosselivske. També va afirmar que la línia del front havia estat anivellada al llarg de la carretera fins als afores del sud de Kotliarivka.
El 27 de gener de 2024, es va confirmar que les tropes russes havien avançat a l'oest de Sinkivka. Al mateix dia, fonts russes van afirmar que el petit assentament rural de Tabaivka havia estat capturat per elements de la 47a Divisió de Tancs. L'assentament es troba en una terra baixa exposada als turons a l'est de la carretera P07, que hauria facilitat un atac. L'endemà, també van afirmar que les forces russes es movien cap al sud-oest cap a Pistxane, van avançar a Berestove, més al sud, i possiblement van capturar Kotliarivka, immediatament al nord-est.
El 29 de gener de 2024, Rússia va afirmar que havien pres el control de Tabaivka. Ucraïna ho va negar.
El 7 d'abril, el Batalló Azov d'Ucraïna va publicar un vídeo en el qual emboscaren un comboi rus prop de Terni. Van afirmar haver matat 50 russos, i haver destruït 11 equips i capturat un "nou" tanc T-72B3.
L'1 de maig, els ucraïnesos van atacar un camp d'entrenament militar rus a uns 80 quilòmetres darrere de la línia d'enfront de l'óblast de Luhansk, al sud-oest de Mozhniakivka, amb quatre ATACMS. Segons els informes, 116 persones russes van ser assassinades pel míssil.
El 20 de maig, el Ministeri de Defensa rus va declarar que havia recapturat completament Bilohórivka, però l'Estat Major General d'Ucraïna va declarar que les seves tropes encara "retenen" les forces russes prop de l'assentament.
El 9 de juny, l'Institut per a l'Estudi de la Guerra va avaluar que les forces russes havien "probablement recentment capturat" el poble d'Ivànivka a la província de Khàrkiv citant imatges geolocalitzades.
El 18 de juny, els analistes de l'Estat Profund informen que els russos han acumulat fins a 10.000 soldats i 450 peces d'equipament militar, inclosos 200 sistemes d'artilleria, intentant prendre Borova. Els russos van desplegar la 3a i la 144a Divisió del 20è Exèrcit com un "puc d'atac", van donar suport a mercenaris irregulars i una unitat BARS-14.
El 6 de juliol, l'Institut per a l'Estudi de la Guerra va anunciar que les imatges geolocalitzades publicades el 6 de juliol indiquen que les forces russes recentment van avançar marginalment a l'est de Pishtxane (al sud-est de Kupiansk) durant un assalt mecanitzat de mida escamot més o menys reforçat a la zona.
El 10 de juliol, el grup ucraïnès Khortitsia va afirmar que els petroliers de la 68a Brigada Jaeger Separada van capturar un tanc T-90M rus en el "sector oriental", així com un tanc T-80 i un IFV BMP-2, després que les seves tripulacions suposadament "volessin el camp de batalla".
El 20 de juliol, les forces russes van avançar recentment al nord-oest de Svatove enmig de les contínues operacions ofensives russes al llarg de la línia Kupiansk-Svatove-Kreminnà. Les imatges geolocalitzades publicades el 20 de juliol mostren les forces russes aixecant una bandera russa al centre de Pishtxane i indiquen que les forces russes s'han apoderat de l'assentament. Van completar la neteja de Pishchane el 20 de juliol. Els bloggers russos van afirmar els dies 19 i 20 de juliol que les forces russes es van apoderar completament d'Andriivka i recentment va avançar 400 metres al nord-oest de Kislivkai fins a dos quilòmetres prop de Nevske.
El 23 de juliol els bloggers russos també van afirmar que les forces russes van avançar més de 800 metres dins de Pishtxane.
Segons l'ISW, una font d'informació interna russa va afirmar el 28 de juliol que les forces ucraïneses van dur a terme un atac de míssils ATACMS contra un camp d'entrenament rus no especificat a l'óblast de Luhansk ocupada, matant i ferint 90 persones en el 228è Regiment de Fusellers Motoritzats.
El 29 d'agost, les imatges mostraven que Rússia havia fet avenços al centre de Sinkivka, i algunes fonts diuen que el poble havia estat capturat. El 30 d'agost, Rússia va prendre el poble de Stelmakhivka.
El 6 de setembre, les forces russes havien capturat completament Sinkivka, mentre que les fonts russes reclamaven més avenços a l'oest de Pishtxane.
El 13 de setembre les imatges geolocalitzades publicades el 12 de setembre indiquen que les forces russes van avançar recentment cap al nord de Petropavlivka. Un warblog rus va afirmar que les forces russes van avançar fins a un quilòmetre de profunditat al llarg del barranc al sud-oest de Pishtxane i fins a 750 metres d'ample a Makiivka, tot i que ISW no ha observat la confirmació d'aquestes afirmacions.
Les forces russes van fer recentment avenços marginals al nord-oest de Svatòve enmig de les operacions ofensives contínues al llarg de la línia Kupiansk-Svatòve-Kreminnà el 15 de setembre. Les imatges geolocalitzades publicades el 15 de setembre mostren un dron ucraïnès llançant termita sobre posicions russes al nord de Stelmakhivka, cosa que indica que les forces russes van avançar a la zona.
Un warblog rus va afirmar el 22 de setembre que les forces russes van avançar per un front de 2,5 quilòmetres d'amplada i dos quilòmetres de profunditat a l'est de Kruhliakivka i que les forces russes estan intentant avançar cap a Kruhliakivka després de lluitar per avançar contra les posicions fortificades d'Ucraïna prop de Kolisnikivka. Els warblogs russos van afirmar els dies 21 i 22 de setembre que les forces russes que operen al nord-oest de Kreminnà s'han apoderat de la major part de Makiivka i han entrat a Nevske, però que els informes de les forces russes que s'han apoderat de Novoliubivka són falsos. Un warblog rus va afirmar que les forces ucraïneses estan contraatacant prop de Novoliubivka per frenar els avenços russos.
Les forces russes van avançar recentment prop de Svatòve enmig de les operacions ofensives contínues al llarg de la línia Kupiansk-Svatòve-Kreminnà el 30 de setembre. Les imatges geolocalitzades publicades el 30 de setembre indiquen que les forces russes van avançar recentment al sud de Makiivkva. Un warblog rus va afirmar que les forces russes van prendre Andriivka i van avançar al sud de Stepova Novosilka i prop de Nevske.
L'1 d'octubre de 2024, els ucraïnesos van derrotar una força russa atacant prop de Kupiansk, que havia llançat un assalt de dues puntes per arribar al riu Oskil amb 20 tancs i 40 AFV. En només 20 minuts, van afirmar haver destruït 18 MBT, 37 AFV i van matar o ferir 1.000 soldats russos.
El 4 d'octubre les forces russes van fer recentment un avenç confirmat prop de Kreminnà. Les imatges geolocalitzades publicades el 3 d'octubre indiquen que les forces russes van avançar recentment al nord-est de Terni. Un warblog rus va afirmar que les forces russes van avançar cap als afores orientals de Kolisnikivka i al sud-est de l'assentament. Un warblog rus va afirmar que les forces russes estan intentant prohibir la carretera P-79 Kurilivka-Borova entre Kolisnikivka i Kruhliakivka i arribar al riu Oskil.
El 20 d'octubre, les forces russes van avançar prop de Kupiansk enmig de les operacions ofensives continuades al llarg de la línia Kupiansk-Svatove-Kreminnà el 19 d'octubre. Els warblogs russos van afirmar que les forces russes van avançar al centre i al sud de Kruhliakivka i que les forces russes ocupen almenys la meitat de l'assentament.
El 30 d'octubre, les forces russes van avançar recentment a l'est de Kupiansk i a l'oest de Kreminna. Les imatges geolocalitzades publicades el 30 d'octubre indiquen que les forces russes van avançar recentment al sud de Stepova Novoselivka i al nord de Kremin Terni. El Ministeri de Defensa de Rússia va afirmar el 30 d'octubre que elements del 1r Regiment de Tancs i del 15è Regiment de Rifles Motoritzats, 2a Divisió de Rifles Motoritzats i el 1r Exèrcit de Tancs de la Guàrdia van capturar Kruhliakivka. Un comandant de batalló ucraïnès que operava prop de Kupiansk va declarar el 30 d'octubre que les forces russes estan duent a terme atacs mecanitzats amb vehicles blindats i vehicles de dues rodes altament maniobrables, com ara motocicletes. Una font ucraïnesa va informar el 30 d'octubre que les forces russes en direcció Kupiansk van patir més de 4.000 baixes i van perdre més de 150 equips en els últims sis mesos. La font ucraïnesa va afirmar que les defenses ucraïneses prop del riu Oskil estan impedint que les forces russes travessen el riu des de la riba est.
El 9 de nombre, un warblog guardonat pel Kremlin va rebutjar les afirmacions, incloses les del Ministeri de Defensa rus, que les forces russes s'han apoderat de Terni, i va assenyalar que les imatges que mostraven una bandera russa dins de Terny van ser plantades per un dron i que no hi ha proves que confirmin que les forces russes s'han apoderat de tot l'assentament.
El 14 de novembre de 2024, dues columnes de vehicles cuirassats russos van avançar cap a Kupiansk des del nord-est, encara que suposadament tenien un control tènue sobre la zona. L'endemà, les forces russes van fer més progressos a la ciutat, amb els combats suposadament en curs a l'àrea industrial, i es va informar que estaven establint línies de subministrament per ajudar en els esforços ofensius posteriors.
Les imatges geolocalitzades publicades el 24 de novembre indiquen que les forces russes van avançar recentment en camps al sud de Lozova. Els warblogs russos van afirmar que les forces russes ocupen la meitat de Kopanki i Pershotravneve i van avançar dins de l'est de Kupiansk, 2,5 km cap a Borova i un quilòmetre cap al centre de Terni.

#### Cap de pont del riu Oskil (30 de novembre de 2024 - present)
El 30 de novembre, un funcionari ucraïnès va confirmar que les forces russes van creuar recentment a la riba occidental del riu Oskil prop del pont penjant al sud de Novomlinsk. L'Estat Major General d'Ucraïna va reconèixer que les forces russes van dur a terme atacs a la riba occidental prop de Fiholivka, Holubivka i Kindrashivka. Fonts russes van afirmar que les forces russes van establir una base a la riba occidental prop de Dvoritxna.
L'1 de desembre, les forces russes van tornar a travessar el riu Oskil al sud de Dvoritxna i van establir un segon cap de pont. Els oficials ucraïnesos van informar que les forces armades ucraïneses van impedir amb èxit que Rússia construís un cap de pont a la riba oest del riu Oskil i van recapturar el poble de Novomlinsk.
Simultàniament, el 7 de desembre, al sud-est de Kupiansk, les imatges geolocalitzades indiquen que les forces russes han avançat recentment cap a l'oest al llarg del pont sobre el riu Oskil, seguint la carretera P-79 Kruhliakivka-Kupiansk, a l'oest de Kruhliakivka i al nord dels assentaments al llarg de la riba oriental del riu. Fonts ucraïneses han informat que les forces russes han pres amb èxit el control dels pobles de Pershotravneve i Vishneve.
Els warblogs russos van afirmar el 15 de desembre que les forces russes van prendre Dvoritxna; van avançar al sud de Dvoritxna al llarg de la riba occidental del riu Oskil i van avançar al nord de Zeleni Hai en direcció al riu Oskil.
El 19 de desembre, l'observador militar ucraïnès Kostiantin Mashovets va declarar que les forces ucraïneses semblaven haver-se retirat cap a l'oest cap a la carretera P-79 cap a Dvoritxna i que també estaven a prop de Kupyansk. Les forces russes avançaren cap al nord i cap al nord-est cap a Kruhliakivka i Zahrizove. L'endemà, les tropes russes van avançar cap al nord de Zahrizove.
El 27 de desembre, warblogs russos van informar que les forces russes es van retirar dels afores del nord-est de Kupiansk a posicions fortificades prop de Petropavlivka fa algun temps, ja que els vehicles aeris ucraïnesos no tripulats van interrompre les línies terrestres russes de comunicació. L'endemà, les imatges geolocalitzades indiquen que les forces russes van avançar cap als afores orientals, tant al nord com al sud de Terni.
Entre el 4-5 de gener de 2025, els registres de geolocalització indiquen que les forces ucraïneses van reprendre posicions al centre de Terni. Simultàniament, diferents registres de geolocalització mostren que les tropes russes van avançar a través del riu Zherebets i van entrar al centre d'Ivanivka. Les forces russes també van fer progressos en els camps al nord-oest de Lozova. L'endemà, l'ISW va informar de la probabilitat de capturar Ivanivka i avançar cap al sud-oest de l'assentament, així com en els camps al nord-oest de Terni.
El 7 de gener, les forces russes van aixecar la seva bandera al poble de Lozova, indicant que les tropes russes havien capturat el poble.
El 8 de gener, l'observador militar ucraïnès Kostiantin Mashovets va declarar que les forces russes havien avançat lleugerament al sud de Dvoritxna i que les tropes russes estaven avançant al llarg de la carretera Dvoritxna-Kupiansk cap a Zapadne.
El 12 de gener, el Ministeri de Defensa rus va afirmar que les forces russes havien capturat Kalinove. L'endemà, els observadors militars ucraïnesos van informar que les forces russes havien expandit significativament el seu cap de pont al llarg del riu Oskil prop de Dvoritxna, van mantenir posicions a la meitat de Dvoritxna, i van intentar avançar al llarg de la carretera P-79 Dvoritxna-Kupiansk cap a Kindrashivka.
El 15 de gener, les imatges de geolocalització indiquen que les forces russes van avançar recentment al nord i nord-oest de Vishneve, així com a l'oest de Makiivka.
El 19 de gener, l'Estat Major General d'Ucraïna va reconèixer les recents afirmacions que les forces russes van atacar prop de Stroivka. L'endemà, el Ministeri de Defensa rus va afirmar que les forces russes havien capturat Novoiehorivka. No obstant això, aquesta afirmació va ser refutada més tard per un oficial ucraïnès.
El Ministeri de Defensa rus va afirmar el 22 de gener que les forces russes havien capturat Zapadne. El mateix dia, els bloguers militars russos van afirmar que les tropes russes avançaven cap al nord i sud de Zapadne, així com cap al sud i el centre de Dvoritxna.
El 28 de gener, el Ministeri de Defensa rus va dir que la ciutat de Dvorichna havia estat totalment reconquerida per les seves forces.
El 4 de febrer, els avenços russos avaluats: imatges geolocalitzades publicades el 4 de febrer indiquen que les forces russes van avançar recentment al centre de Zapadne. El mateix dia, el governador d'ocupació de l'oblast de Khàrkiv, Vitali Gantxev, va afirmar el 4 de febrer que la possible presa de Dvoritxna i Zapadne per part de Rússia permetrà que les forces russes avançaran cap a Kupiansk i cap a Veliki Burluk i Vovtxansk.
El dia 13 de febrer, un warblog rus va afirmar el 13 de febrer que les forces russes van avançar recentment 600 metres prop de Kindrashivka. Al mateix temps un altre warblog rus va afirmar que les forces russes van avançar a l'oest de Makiivka en una àrea de fins a 4,5 quilòmetres d'ample i dos quilòmetres de profunditat.